# Ментона (кантон)
Менто́на (фр. Canton de Menton) — кантон на юго-востоке Франции в регионе Прованс — Альпы — Лазурный Берег, департамент Приморские Альпы, округ Ницца. Кантон был создан 22 марта 2015 года, он включает в себя 6 коммун.

## История
Кантон Ментона — новая единица административно-территориального деления Франции (департамент Приморские Альпы, округ Грас), созданная декретом от 24 февраля 2014 года после упразднения кантонов: Ментона-Уэст, Ментона-Эст и Соспель. Новая норма административного деления вступила в силу на первых региональных (территориальных) выборах (новый тип выборов во Франции). Таким образом, единые территориальные выборы заменяют два вида голосования, существовавших до сих пор: региональные выборы и кантональные выборы (выборы генеральных советников). Первые выборы такого типа, на которых избирают одновременно и региональных советников (членов парламентов французских регионов) и генеральных советников (членов парламентов французских департаментов) состоялись в коммуне Ментона 22 марта 2015 года. Эта дата официально считается датой создания нового кантона. Начиная с этих выборов, советники избираются по смешанной системе (мажоритарной и пропорциональной). Избиратели каждого кантона выбирают Совет департамента (новое название генерального Совета): двух советников разного пола. Этот новый механизм голосования потребовал перераспределения коммун по кантонам, количество которых в департаменте уменьшилось вдвое с округлением итоговой величины вверх до нечётного числа в соответствии с условиями минимального порога, определённого статьёй 4 закона от 17 мая 2013 года. В результате пересмотра общее количество кантонов департамента Приморские Альпы в 2015 году уменьшилось с 52-х до 27-ти.
Советники департаментов избираются сроком на 6 лет. Выборы территориальных и генеральных советников проводят по смешанной системе: 80 % мест распределяется по мажоритарной системе и 20 % — по пропорциональной системе на основе списка департаментов. В соответствии с действующей во Франции избирательной системой для победы на выборах кандидату в первом туре необходимо получить абсолютное большинство голосов (то есть больше половины голосов из числа не менее 25 % зарегистрированных избирателей). В случае, когда по результатам первого тура ни один кандидат не набирает абсолютного большинства голосов, проводится второй тур голосования. К участию во втором туре допускаются только те кандидаты, которые в первом туре получили поддержку не менее 12,5 % от зарегистрированных и проголосовавших «за» избирателей. При этом, для победы во втором туре выборов достаточно простого большинства (побеждает кандидат, набравший наибольшее число голосов).

## Консулы кантона
После реформы 2015 года консулов избирают парами:
| Консулы кантона после реформы 2015 года: | Консулы кантона после реформы 2015 года: | Консулы кантона после реформы 2015 года: | Консулы кантона после реформы 2015 года: |
| Период                                   | Пара консулов                            | Статус                                   | Должность                                |
| ---------------------------------------- | ---------------------------------------- | ---------------------------------------- | ---------------------------------------- |
| 2015 — 2021                              | Patrick Cesari                           | LR                                       |                                          |
| 2015 — 2021                              | Colette Giudicelli                       | LR                                       |                                          |

## Состав кантона
Новый кантон в составе округа Ницца сформирован 22 марта 2015 года. По данным INSEE, кантон Ментона включает в себя 4 коммуны из состава упразднённого кантона Ментона-Уэст: Горбьо, Ментона, Рокебрюн — Кап-Мартен, Сент-Аньес, по одной коммуне из состава упразднённых кантонов Ментона-Эст: Кастеллар и Соспель: Кастийон. Суммарная численность населения кантона — 44 564 человека (2013).
С 22 марта 2015 года кантону подчинены 6 коммун:
| Код INSEE | Коммуна               | Французское название  | Почтовый индекс | Площадь, км² | Население (2013) | Плотность, чел/км² |
| --------- | --------------------- | --------------------- | --------------- | ------------ | ---------------- | ------------------ |
| 06035     | Кастеллар             | Castellar             | 06500           | 12,24        | 972              | 78,7               |
| 06036     | Кастийон              | Castillon             | 06500           | 7,51         | 381              | 51,0               |
| 06067     | Горбьо                | Gorbio                | 06500           | 7,02         | 1307             | 185,8              |
| 06083     | Ментона               | Menton                | 06500           | 17,00        | 28 100           | 1710,2             |
| 06104     | Рокебрюн — Кап-Мартен | Roquebrune-Cap-Martin | 06190           | 9,33         | 12 646           | 1354,9             |
| 06113     | Сент-Аньес            | Sainte-Agnès          | 06500           | 9,37         | 1158             | 124,8              |